# دلی‌محمدلی
دلی‌محمدلی (به لاتین: Dəliməmmədli) شهری در شهرستان گورانبوی کشور جمهوری آذربایجان است. جمعیت این شهر بر اساس سرشماری سال ۱۹۸۹ میلادی، ۴٫۴۸۰ نفر و بر اساس سرشماری سال ۲۰۰۸ میلادی، ۵٫۰۰۰ بوده‌است.